# Après vous … Bitte nach Ihnen
Après vous … Bitte nach Ihnen ist eine französische Filmkomödie von Pierre Salvadori aus dem Jahr 2003.

## Handlung
Antoine Letoux arbeitet als Chefkellner im Restaurant Chez Jean, das von seiner Mutter geleitet wird. Nach einem stressigen Arbeitstag hat er sich mit seiner Freundin Christine zum Essen verabredet, verspätet sich jedoch. Er nimmt eine Abkürzung durch den Park, wo er sieht, wie sich ein Mann zu erhängen versucht. Er rettet ihm das Leben und nimmt den depressiven Mann mit nach Hause. Vor Christine gibt er vor, dass es ein Cousin von ihm sei. Weil dieser seinen Großeltern einen Abschiedsbrief per Post geschickt hat, fährt Antoine mit ihm zu den Großeltern, wo er erstmals erfährt, dass sein Gegenüber Louis heißt. Er muss der sehbehinderten Großmutter den Brief vorlesen und erfindet eine Geschichte. Gleichzeitig erfährt Antoine aus dem Brief, dass Louis an starkem Liebeskummer leidet, wurde er doch überraschend von seiner großen Liebe Blanche verlassen. Antoine muss die Großmutter noch zu einer Bekannten fahren. Während der Autofahrt erfährt der auf der Rückbank versteckte Louis, dass es seine Großmutter gewesen war, die Blanche dazu brachte, ihn zu verlassen, da sie die beiden für nicht zueinander passend hielt.
Antoine bringt Louis mit ins Restaurant, wo der unter Schock stehende Mann beim Flambieren zu nah an die Flamme gerät und Feuer fängt. Er wird ins Krankenhaus gebracht. Nach der erfolgreichen Behandlung stellt sich heraus, dass Louis nicht krankenversichert ist. Antoine kommt für die Kosten auf, doch stellt sich Christine gegen Louis, der sich als finanzielles Fass ohne Boden entpuppe. Antoine will Louis wieder auf die Beine bringen und stellt Erkundungen nach dem aktuellen Wohnort von Blanche an. Sie arbeitet als Floristin und hat gerade einen Großauftrag für eine Hochzeit verloren. Antoine springt spontan ein und kauft sämtliche Blumenarrangements. So entgeht er auch knapp einer privaten Katastrophe, glaubt Christine doch, dass er ihr dreijähriges Kennenlern-Jubiläum vergessen habe, woraufhin er die ganze Wohnung voller Blumen vorweisen kann. Antoine sucht Blanche mehrfach auf und erfährt zunächst, dass sie in Kürze heiraten wird, während er später ihren Verlobten mit einer anderen Frau sieht und Blanche die Augen öffnet, dass ihr Freund fremdgehe. Sie trennt sich von ihm und bringt Antoine dazu, sie zu küssen, als ihr Freund plötzlich vor der Tür steht. Mit Louis geht es unterdessen bergauf. Er erhält durch Antoines Einsatz den Posten des Sommeliers im Chez Jean und schafft es nach einigen Anlaufschwierigkeiten, selbst die gestrenge Mutter Antoines von seinen Fähigkeiten zu überzeugen. Dennoch hat er immer wieder stark depressive Phasen.
Antoine und Blanche sehen sich häufiger. Eines Tages trifft Antoine während eines Abendessens mit Blanche auch Christine, die mit Louis ins selbe Restaurant gegangen ist. Am Abend stellt sie ihn wegen der Frau an seiner Seite zur Rede und er klärt seinen Plan auf, Blanche und Louis wieder zusammenzubringen. Als er Blanche jedoch auch nach weiteren Treffen noch nichts von seinen Plänen erzählt, verlässt Christine Antoine. Der erzählt Louis endlich, dass er Blanche gesehen habe. Louis ist sofort Feuer und Flamme und will sie sehen, doch rät Antoine zur Besonnenheit. Er sucht sie ein letztes Mal auf, verliert bei dem Besuch jedoch ein Feuerzeug, das Louis ihm geschenkt hat und das Antoines Namen als Gravur trägt. Als sich Antoine am Telefon von Blanche trennt, ist nicht nur er, sondern auch sie unglücklich. In dem Moment erscheint Louis im Laden und kann sie trösten. Sie besucht ihn kurz darauf im Chez Jean, wo Louis ihr prompt Antoine vorstellt. Konsterniert flieht sie aus dem Restaurant. Louis eilt ihr nach. Im Auto gibt er ihr mit ihrem Feuerzeug Feuer und erkennt das Feuerzeug wieder, das er Antoine geschenkt hatte. Er realisiert, dass Antoine und Blanche sich lieben. Eine Woche taucht er unter, kehrt dann jedoch zur Arbeit zurück und gibt vor, krank gewesen zu sein. Er lädt Antoine zu einem Abendessen ein. Am reservierten Tisch sitzt jedoch Blanche – Louis hat ein Rendezvous zwischen ihr und Antoine eingefädelt. Den Wein für den Abend hat er selbst ausgesucht. Während Louis sich pfeifend auf den Weg zum Park macht, tauschen Antoine und Blanche im Restaurant ihren ersten offiziellen Kuss.

## Produktion
Après vous … Bitte nach Ihnen wurde unter anderem in Paris gedreht. Der Film erlebte am 18. Oktober 2003 auf dem Saint-Jean-de-Luz Film Festival seine Premiere und lief am 13. Dezember 2003 in den französischen Kinos an. In Deutschland kam der Film am 1. Juni 2006 direkt auf DVD heraus und war am 7. Juni 2007 im Bayerischen Fernsehen erstmals im deutschen Fernsehen zu sehen. In Deutschland erschien der Film auch unter den Alternativtiteln Alle lieben Blanche und Verrückt nach ihr.

## Synchronisation
| Rolle            | Darsteller         | Synchronsprecher |
| ---------------- | ------------------ | ---------------- |
| Antoine Letoux   | Daniel Auteuil     | Gudo Hoegel      |
| Louis            | José Garcia        | Tobias Lelle     |
| Blanche Grimaldi | Sandrine Kiberlain | Irina Wanka      |
| Christine        | Marilyne Canto     | Carin C. Tietze  |
| Martine          | Michèle Moretti    | Manuela Renard   |

## Kritik
Das Lexikon des internationalen Films lobte Après vous … Bitte nach Ihnen als „hervorragend besetzte und überzeugend gespielte Liebeskomödie mit Charme, Esprit und kleinen Lebensweisheiten.“ Cinema bezeichnete den Film als „wunderbar warmherzige Komödie um einen Gastro-Profi mit Helfersyndrom und einen egomanischen, misanthropischen Tölpel“. Die Story sei „rasant, voller lakonischem Witz und dabei doch so kultiviert […].“

## Auszeichnungen
Daniel Auteuil gewann 2004 den Étoile d’Or als Bester Hauptdarsteller. Zudem war er 2004 für einen César in der Kategorie Bester Hauptdarsteller nominiert.